# Wiktoria Pikulik
Wiktoria Pikulik (* 15. Juni 1998 in Skarżysko-Kamienna) ist eine polnische Radsportlerin.

## Sportlicher Werdegang
Seit 2016 ist Daria Pikulik im internationalen Radsport aktiv. In diesem Jahr wurde sie polnische Junioren-Meisterin im Einzelzeitfahren auf der Straße, konzentrierte sich aber anschließend auf den Bahnradsport. Bei den Bahnweltmeisterschaften 2016 auf der Bahn errang sie die Bronzemedaille im Punktefahren und bei den Junioren-Europameisterschaften ebenfalls Bronze im Scratch. Auch in den folgenden Jahren stand sie bei Bahn-Europameisterschaften mehrfach auf dem Podium. 2019 wurde sie zudem dreifache polnische Meisterin. Gemeinsam mit ihrer ein Jahr älteren Schwester Daria entwickelte sie sich zu einer der stärksten Bahnradsportlerinnen ihres Landes im Ausdauerbereich.
2021 wurde Wiktoria Pikulik für die Teilnahme an den Olympischen Spielen in Tokio nominiert, wo sie gemeinsam mit ihrer Schwester Daria im Zweier-Mannschaftsfahren startete. Die Fahrerinnen belegten dort Platz sechs.
2022 wurde Pikulik Mitglied im polnischen UCI Women’s Continental Team MAT Atom Deweloper Wrocław. Im selben Jahr wurde sie sie polnische Straßenmeisterin. Zur Saison 2024 folgte sie ihrer Schwester zum UCI WorldTeam Human Powered Health. Bei den Olympischen Sommerspielen 2024 startete sie erneut mit ihrer Schwester im Madison, wo sie den siebten Platz belegten.

## Erfolge

### Bahn
2016
- Junioren-Weltmeisterschaft – Punktefahren
- Junioren-Europameisterschaft – Scratch

2017
- Junioren-Europameisterschaft – Mannschaftsverfolgung (mit Justyna Kaczkowska, Weronika Humelt und Nikol Płosaj)

2019
- U23-Europameisterschaft – Punktefahren, Zweier-Mannschaftsfahren (mit Daria Pikulik)
- Polnische U23-Meisterin – Omnium, Zweier-Mannschaftsfahren (mit Daria Pikulik), Mannschaftsverfolgung (mit Daria Pikulik, Marta Jaskulska und Marlena Karwacka)

2020
- U23-Europameisterschaft – Omnium
- U23-Europameisterschaft – Zweier-Mannschaftsfahren (mit Patrycja Lorkowska), Mannschaftsverfolgung (mit Karolina Kumiega, Karolina Lipiejko und Anna Sagan)
- Polnische Meisterin – Mannschaftsverfolgung (mit Nikol Płosaj, Daria Pikulik und Olga Wankiewicz), Punktefahren

2021
- Lauf des Nations’ Cup in Cali – Zweier-Mannschaftsfahren (mit Daria Pikulik)

2022
- Polnische Meisterin – Punktefahren, Mannschaftsverfolgung (mit Olga Wankiewicz, Daria Pikulik und Nikol Płosaj)

2023
- Polnische Meisterin – Omnium, Punktefahren, Mannschaftsverfolgung (mit Maja Tracka, Olga Wankiewicz, Tamara Szalinska und Nikol Płosaj)

### Straße
2016
- Polnische Junioren-Meisterin – Einzelzeitfahren

2022
- Polnische Meisterin – Straßenrennen